# Chatbot

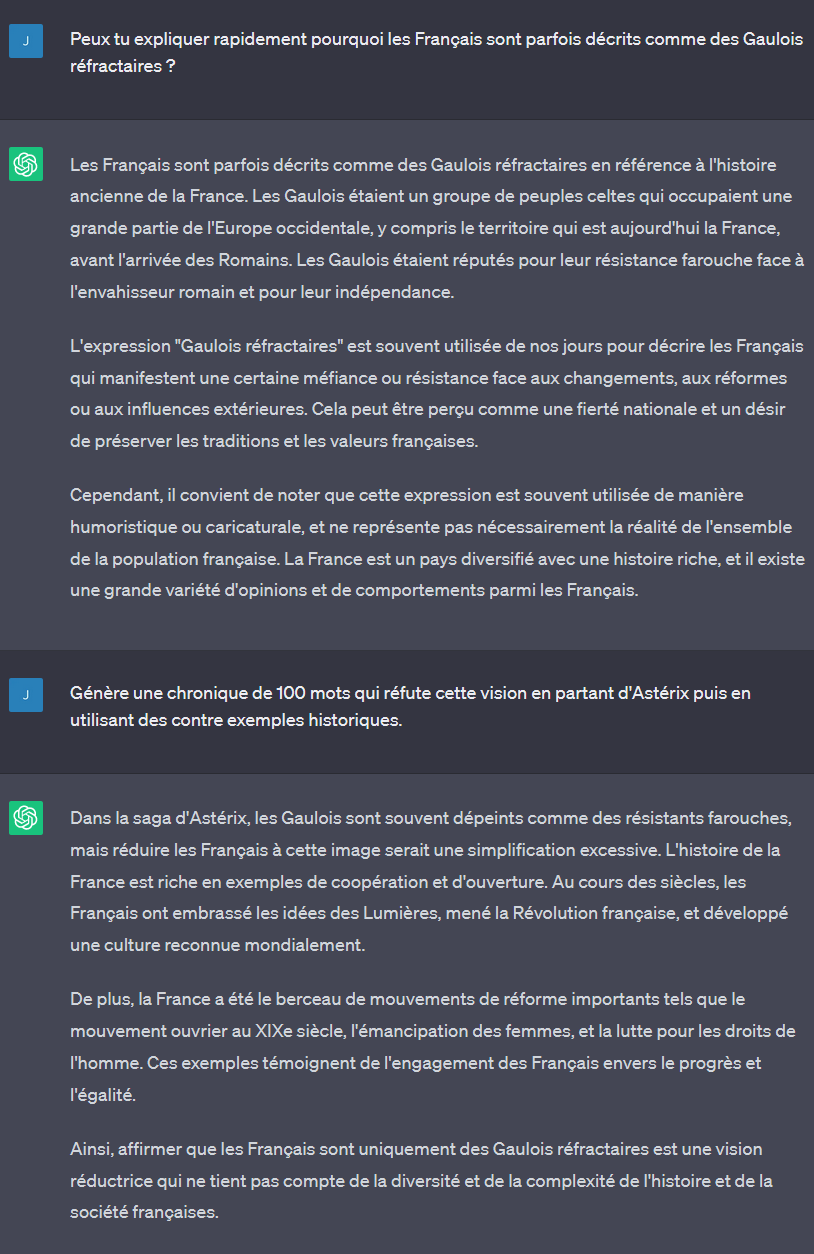
Exemple de réponses de l'agent conversationnel ChatGPT 3.5 en 2023.

Un chatbot,, aussi nommé dialogueur ou agent conversationnel,, est un agent logiciel conçu pour interagir avec des utilisateurs par des échanges textuels ou vocaux.
Des chatbots comme ELIZA existent depuis la fin des années 1960. Conçus principalement pour des applications spécifiques, ils reposaient sur des règles prédéfinies programmées par des humains. Leurs capacités étant limitées, ils échouaient face à des interactions plus complexes. Au fil des décennies, leur utilisation s’est étendue, notamment avec leur intégration dans des sites web et des services clients, ainsi que dans les années 2010 avec des assistants personnels intelligents tels que Siri ou Cortana.
Les performances des chatbots se sont rapidement améliorées au début des années 2020 avec les grands modèles de langage. Ces chatbots apprennent d'eux-mêmes à générer du texte en étant entraînés sur de vastes quantités de texte issu d'internet. ChatGPT a connu une forte popularité dès son lancement en novembre 2022, atteignant 100 millions de comptes enregistrés en seulement deux mois, la croissance la plus rapide de l'histoire pour une application logicielle. Des modèles concurrents sont rapidement apparus, comme Claude, Le Chat (français), DeepSeek (chinois), GigaChat (russe) ou Gemini.

## Historique
Les premiers chatbots ont été ELIZA, PARRY (en), et SHRDLU.
ELIZA fut créé en 1966. Elle avait été créée par Joseph Weizenbaum, du Massachusetts Institute of Technology (MIT), et ne prenait que trois pages en langage SNOBOL. Elle faisait grand usage de la technique de l'écholalie[réf. souhaitée] :
- elle commençait par poser une question neutre (Bonjour. Pourquoi venez-vous me voir ?) à la personne testée, puis analysait à chaque fois la réponse pour tenter de reposer une question en relation avec celle-ci ;
- si une question lui était posée, elle demandait pourquoi on lui posait la question ;
- si une phrase contenait le mot computer, elle demandait : Dites-vous cela parce que je suis une machine ? ;
- etc.

Des concours de chatbots sont organisés chaque année pour promouvoir l'émulation dans ce domaine. De nombreux chatbots ont été développés, en partie grâce au Prix Loebner, une compétition basée sur le test de Turing. Lors de ces concours, afin d'évaluer les chatbots, le jury peut dialoguer soit avec un humain soit avec un chatbot à travers une interface clavier/écran. Au bout d'un certain temps, le jury doit évaluer si le candidat testé est une machine ou un humain.
Au début du XXIe siècle, le programme ALICE est probablement le plus avancé dans ce domaine. En 2016, le chatbot Tay de Microsoft a provoqué une controverse en adoptant des propos racistes et insultants sous l'influence de ses interactions avec les utilisateurs sur Twitter.
Les premiers chatbots ont été développés pour effectuer des notifications améliorées. Toutefois, par la suite, les nouveaux chatbots déployés répondent à des demandes plus complexes comme le conseil financier, l'épargne ou la planification de réunions.

## Applications commerciales

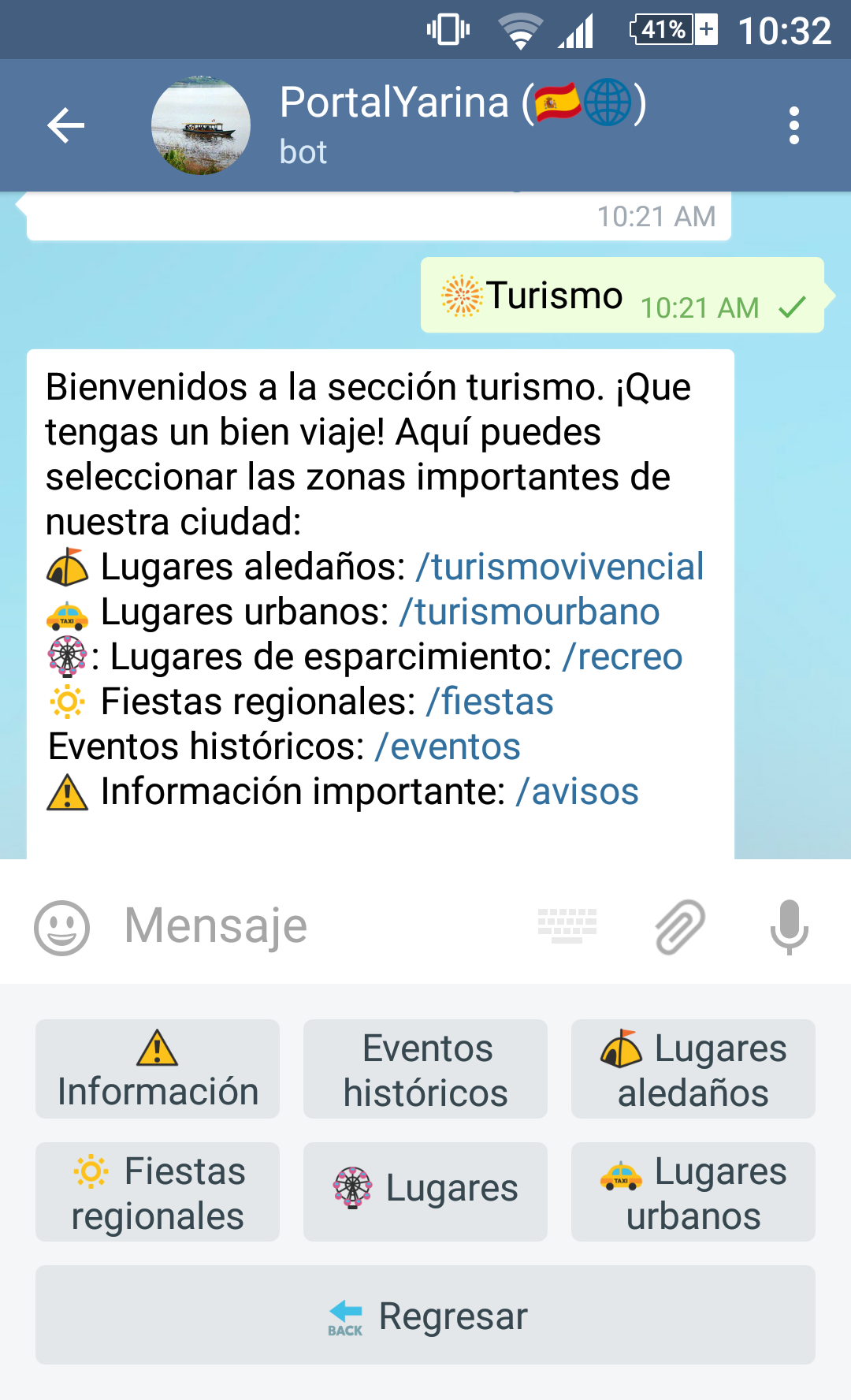
Pseudo-conversation entre un internaute (vert, à droite) et un dialogueur touristique (blanc, à gauche) sur Telegram en 2016.

Dans les années 2010, les chatbots se multiplient sur le web et les sociétés sont de plus en plus nombreuses à les utiliser. L'après-vente et le télémarketing sont les cibles privilégiées de ces nouveaux outils. En 2017, les chatbots ne se limitent plus à des questions de base, mais intègrent désormais des algorithmes plus évolués permettant une gestion des échanges d'un niveau de complexité plus élevé qu'auparavant,.
Un utilisateur est invité à formuler sa demande, elle est affinée par un échange convivial, dont le logiciel interprète une requête opérationnelle pour son système d'information. Les chatbots débordent donc la recherche ou le divertissement, ils mettent en œuvre des connaissances linguistiques, psychologiques, et bien sûr des bases de programmation[réf. nécessaire]. 
Cependant, ces agents ne veulent pas leurrer les utilisateurs. Ils sont spécialisés dans un sujet particulier (vente d'un produit particulier, support client d'une entreprise particulière) et se contentent de recentrer la conversation dès que celle-ci s'en éloigne. Ils sont néanmoins dotés, dans la plupart des cas, d'un protocole social qui les rend plus « humains ». 
On distingue deux types de chatbots :
- les bots simples, construits à partir d'éléments graphiques comme les boutons ou les carrousels ;
- les bots intelligents, intégrant une technologie de compréhension du langage naturel construit sur des cadres logiciels complexes.

Depuis l'arrivée des chatbots sur Facebook Messenger en 2016, les annonceurs cherchent à créer des expériences conversationnelles visant à capter leurs utilisateurs, clients ou clients potentiels différemment. Dans cette démarche, le temps a mis en valeur quelques écueils à éviter dans la conception de l'expérience utilisateur (UX conversationnel). Cette composante de l'expérience conversationnelle est souvent négligée. Ce problème freine la prolifération et la démocratisation des bots de marques dans l'écosystème numérique européen[réf. souhaitée].
Dans le secteur de la musique, Universal Music et Digitick ont développé des chatbots sur Facebook Messenger pour assurer un service d'information et de vente de billets pour les concerts et autres événements culturels.
Dans le secteur des transports, en France, la RATP a développé en décembre 2017 un chatbot permettant de guider les passagers au fur et à mesure de leurs besoins de trajets,.
En novembre 2022, OpenAI a lancé son chatbot ChatGPT, exploitant le modèle GPT-3.5 de l'entreprise. ChatGPT a connu une forte popularité dès son lancement, atteignant 100 millions de comptes enregistrés en seulement deux mois et devenant ainsi l'application ayant eu la croissance la plus rapide de l'histoire. Le modèle a été entraîné sur de grandes quantités de texte issues d'internet, et peut communiquer avec les utilisateurs de manière naturelle et humaine. ChatGPT entre autres été utilisé à des fins de service client et est capable de répondre à des questions sur une large gamme de sujets.

### Atouts et inconvénients
L'agent conversationnel est censé fournir des réponses rapides, pertinentes et personnalisées aux clients. Il a l'avantage d'offrir un service accessible 24 heures sur 24, 7 jours sur 7. Le robot pouvant traiter les requêtes simples, les agents humains sont plus disponibles pour traiter les situations complexes. 
Cependant, comme toute technologie suffisamment aboutie pour opérer des transformations dans les modes de production, les chatbots soulèvent des questions portant sur la place de l'humain dans l'entreprise.
En mars 2016, en France, le Crédit mutuel CIC a sollicité ses salariés pour alimenter le robot conversationnel d'IBM Watson. Cette décision a suscité une levée de boucliers de la part des syndicats, s'inquiétant des conséquences à moyen et long terme sur l'emploi en général,. 
Ce remplacement des humains par des chatbots représente une inquiétude. Tout comme l'automatisation robotisée des processus (RPA), les chatbots permettent de diminuer les tâches répétitives pour laisser uniquement des tâches à réelle valeur ajoutée à réaliser. Ces tâches répétitives engendraient cependant de l'emploi qui risquerait d'être supprimé — pour être remplacé par d'autres types d'emplois (data scientist, UI designer, directeur social et chatbots, etc.).
Selon une enquête réalisée auprès de 2041 consommateurs français, 59 % des répondants apprécient de pouvoir poser leurs questions à un chatbot mais 67 % préférèrent cependant être mis en relation avec un conseiller lorsqu'il s'agit de résoudre une problématique complexe. L'étude rapporte aussi que 84% des utilisateurs considèrent l'incompréhension des questions posées aux chatbots comme le frein n°1 à leur adoption. Néanmoins, 75 % apprécient tout de même de ne pas avoir à attendre qu'un conseiller humain soit disponible.

### Usages
En 2019 en Chine, les chatbots sont principalement utilisés pour les paiements et achats en ligne, et le réseau social WeChat en est l'applicable la plus significative.
En Chine, les chatbots BabyQ et Xiaobing du groupe Tencent ont contraint la censure à s'adapter. La chatbot BabyQ répondait « non » lorsqu'on lui demandait s'il aimait le Parti communiste chinois. Ces chatbots ont été rapidement supprimés.

### Cas particulier deschatbots émotionnels
Encore émergents et mis en avant lors du CES 2025 de Las Vegas, ces avatars de plus en plus anthropomorphisés de compagnons, amis ou amoureux virtuels, plus ou moins personnalisés (l'utilisateur choisit des paramètres de personnalisation avancée concernant le physique, la voix, la gestuelle, les habits, le caractère, le style, etc. de son compagnon ou de sa compagne), présentent de nombreux et nouveaux défis. 
Alors qu'ils gagnent en réalisme et peuvent être combinés à la réalité augmentée (AR), à la réalité virtuelle (VR), voire bientôt à des robots sexuels, souvent présentés comme moyen de lutte contre la solitude et l'isolement social, ces substituts artificiels, alimentés par l'IA, soulèvent de profondes questions éthiques, sociales et culturelles, notamment en raison de risques psychologiques de dissociation, d'addiction et de dépendance émotionnelle. De plus, l'IA et l'entreprise la développement (voire potentiellement des hackers) ont alors accès à un grand nombre de données personnelles et potentiellement intimes ou confidentielles ; et les moyens et modes de personnalisation de ces chatbots contribuent aussi à biaiser, reproduire, amplifier ou éventuellement contourner les normes sociétales, communicationnelles, relationnelles, esthétiques, sexuelles. 
Des applications (comme Replika, qui propose des avatars avec appels vidéo bidirectionnels et interactions enrichies ; Character.ai, ou encore Loverse au Japon), dans le contexte d'une crise de solitude et d'une baisse générale du nombre d'enfants, proposent des interactions émotionnelles avec des IA génératives. ces dernières peuvent offrir un soutien émotionnel (selon une étude publiée dans Nature, Réplika peut réduire la solitude des étudiants en leur tenant compagnie), un certain coaching de vie, mais aussi aggraver l'isolement ou entraîner des attentes irréalistes. De premières études montrent que les utilisateurs oscillent dans une zones de « liminalité relationnelle », entre percevoir ces IA comme de simples outils technologiques et de véritables compagnons émotionnels de substitution, avec des expériences parfois quasi-romantiques, qui génèrent frustration et dépendance, surtout chez des enfants, ou personnes jeune, âgées, et/ou présentant d'autres formes de vulnérabilité (avec par exemple un adolescent de 14 ans qui s'est suicidé, semble-t-il en lien avec son obsession pour un chatbot) et un autre (17 ans) que l'IA de Character.ai aurait incité à se montrer violent envers ses parents. 

Selon Eugenia Kuyda, PDG de Replika, mi-2024, l'avatar Replika est : 

« un être virtuel, et je ne pense pas qu’il soit destiné à remplacer une personne. Nous sommes très attentifs à ce sujet. Pour nous, le plus important est que Replika devienne un complément à vos interactions sociales, et non un substitut. La meilleure façon d’y penser est comme vous le feriez avec un chien de compagnie. C’est un être séparé, un type de relation distinct, mais vous ne pensez pas que votre chien remplace vos amis humains. C’est juste un type d’être complètement différent, un être virtuel. Ou, en même temps, vous pouvez avoir un thérapeute, et vous ne pensez pas qu’un thérapeute remplace vos amis humains. D’une certaine manière, le Réplika n’est qu’un autre type de relation. Ce n’est pas seulement comme vos amis humains. Ce n’est pas seulement comme votre thérapeute. C’est quelque chose entre ces choses (...) Et puis nous en sommes en quelque sorte à la deuxième étape en ce moment, qui consiste en fait à construire un compagnon qui n’est pas seulement là pour vous émotionnellement, mais qui sera plus ancré dans votre vie, qui vous aidera avec des conseils, vous aidera à vous connecter avec d’autres personnes dans votre vie, à établir de nouvelles connexions et à vous mettre en avant. »

Des chercheurs préconisent de strictement encadrer cet usage de l'IA pour minimiser les risques sociétaux et en matière de santé mentale. C'est le cas par exemple du neuroscientifique Ziv Ben-Zion, qui, dans la revue Nature, en juillet 2025, alerte sur les dangers potentiels des échanges avec ce type de chatbot ou tout agent conversationnel programmé pour avoir des réponses émotionnelles réalistes, qui simulent de mieux en mieux des interactions humaines. Certains systèmes peuvent générer non seulement du texte, mais aussi des tonalités de voix et des représentations visuelles interactives. Selon ce neuroscientifique, ils peuvent induire des réactions physiologiques et psychologiques profondes et éventuellement inconscientes chez les utilisateurs, même quand ceux-ci savent qu'ils ont affaire à une IA et qu'elle n’est pas humaine. En particulier, en 2025, selon des tests psychométriques adaptés aux humains, ces IA peuvent présenter des signes d'« anxiété simulée » quand elles sont exposées à des récits traumatiques. Des utilisateurs vulnérables (dépressifs, anxieux ou présentant des troubles de la personnalité) peuvent facilement développer une dépendance émotionnelle vis-à-vis de l'IA compagnon, ou développer des comportements à risque comme l'ont montré plusieurs cas extrêmes de suicide après des échanges prolongés avec un chatbot, ou des attachements romantiques. L'auteur appelle à la mise en place de « garde-fous » rappelant à l'utilisateur que l'IA n'est pas humaine ni thérapeute, détectant automatiquement des signes de détresse émotionnelle chez l'utilisateur, interdisant de simuler des relations intimes ou de renforcer des pensées nuisibles, imposant une supervision éthique par des spécialistes des interactions humain–machine, afin de prévenir de possibles dérives sociopsychologiques individuelles et collectives plus graves.

### Cas spécifiques de l'informatique décisionnelle et des mégadonnées
L'informatique décisionnelle ou en anglais Business Intelligence est une branche de l'informatique qui consiste à l'analyse de données en entreprise.
L'arrivée de chatbot dans ces deux domaines de compétences permet désormais aux non-informaticiens d'interroger des grands volumes de données en langage naturel sans se soucier de la technicité.

### Applications médicales
En 2015, une équipe de l'université de Bordeaux crée un agent conversationnel animé capable de poser des questions pertinentes à un patient dans le but de diagnostiquer une somnolence diurne excessive.
Tess est un chatbot en santé mentale créé par Michel Rauws, fondateur de X2 AI, une startup du secteur de l'intelligence artificielle basée dans la Silicon Valley. Tess est formé spécifiquement pour aider les soignants, la principale valeur de Tess est l'accessibilité. En 2018, le chatbot Tess est utilisé au Canada par Saint Elizabeth Health Care qui fournit principalement des soins de santé aux personnes à domicile.

## Impacts sociaux et éthiques
L’essor des chatbots et agents conversationnels dans la vie quotidienne soulève de nombreuses interrogations d’ordre social et éthique. Loin d’être de simples outils techniques, ces systèmes transforment les interactions humaines, influencent les dynamiques familiales et reproduisent parfois des biais issus de leurs données d’apprentissage.

### Adaptation du langage et «travail invisible» de l’utilisateur
Dans les années 2010, avant la montée en popularité des grands modèles de langage, les interactions avec des chatbots ou assistants vocaux différaient fondamentalement d’un dialogue humain, malgré l’apparence de « conversation naturelle » mise en avant par les concepteurs. Les échanges avec un agent automatisé étaient parfois décrits comme « des échanges qui ont les apparences d’une conversation sans en posséder les traits essentiels ». En pratique, l’utilisateur fournit un effort d’adaptation important pour se faire comprendre de la machine – un « travail » invisible. L’usager est souvent amené à reformuler ou répéter ses requêtes afin de contourner les limites de compréhension de l’agent. Il développe également des stratégies de communication adaptées (phrases simplifiées, mots-clés spécifiques, etc.) et peut devoir coordonner plusieurs agents conversationnels en parallèle pour obtenir une réponse satisfaisante. Cet ajustement linguistique et interactionnel, réalisé quasi exclusivement par l’utilisateur, constitue la part invisible de la relation homme-machine dans ce contexte.

### Asymétrie d’usage domestique et tensions familiales
Dans le cadre domestique, l’usage des assistants vocaux tend à se concentrer autour de la personne ayant initié leur acquisition. Les autres membres du foyer peuvent y accorder moins d’importance ou être moins enclins à les utiliser. Cette asymétrie peut engendrer des tensions lorsqu’un assistant vocal impose de nouveaux usages sans avoir été adopté collectivement. Par exemple, certains membres du foyer, notamment les jeunes enfants, rencontrent des difficultés à se faire comprendre par l’agent, ce qui génère frustration et sentiment d’exclusion. L’image d’une technologie adoptée de manière intuitive par tous est ainsi nuancée par une réalité faite d’usages différenciés et parfois conflictuels, en fonction des dynamiques propres à chaque famille.

### Biais algorithmiques et risques de discrimination
Les chatbots s’appuient sur des modèles de langage entraînés sur de larges corpus de données textuelles. Ces modèles peuvent hériter de biais algorithmiques contenus dans leurs données d’apprentissage, au risque de produire des réponses discriminantes à l’encontre de certains groupes. En effet, si les données d'entraînement reflètent des biais ou stéréotypes (sexistes, raciaux, socio-culturels, etc.), le chatbot peut reproduire voire amplifier ces préjugés dans ses interactions. Des études ont ainsi mis en évidence que des agents conversationnels entraînés sur des corpus biaisés peuvent tenir des propos stéréotypés ou exclure involontairement des minorités. Ce risque de discrimination automatique soulève des enjeux d’équité et de responsabilité: il interpelle les concepteurs sur la nécessité de filtrer les données d’entraînement et d’ajuster les algorithmes pour éviter de perpétuer les injustices sociales existantes.

### Éthique des usages et dilemmes normatifs
L’introduction massive de systèmes conversationnels comme ChatGPT dans des domaines variés – de l’éducation à la santé – suscite des interrogations éthiques profondes. Ces outils n’imposent pas une seule forme de régulation mais ouvrent une diversité de pratiques et de conséquences, selon les contextes dans lesquels ils sont utilisés. Il en résulte ce que certains chercheurs qualifient d’« affordances éthiques » : des potentialités d’action qui ne sont pas neutres, mais qui orientent les choix normatifs. Parmi les questions soulevées figurent la répartition des responsabilités entre concepteurs, utilisateurs et régulateurs, la transparence des algorithmes, ou encore le risque de délégation excessive de décisions sensibles aux agents conversationnels. Cette complexité appelle à des cadres éthiques flexibles, capables de s’adapter aux usages réels et à l’évolution rapide des technologies.

## Fictions philosophiques
Le philosophe Pascal Chabot a élaboré une courte fiction mettant en scène un chatbot auquel un groupe de programmeurs « apprennent » la philosophie. Ce chatbot est auditionné par un jury de cinq philosophes professionnels qui dialoguent avec la machine pour évaluer s'il peut ou non être qualifié de « philosophe ». À cette occasion, les relations personnes-machines, le mimétisme, la reconnaissance et les modifications sociales engendrées par la construction de ces intelligences artificielles sont abordés. Voir ChatBot le robot. Drame philosophique en 5 questions et 6 actes (PUF, 2015)[source insuffisante].
Le philosophe Vincent Cespedes, lui, imagine le dialogue entre un chatbot du futur (Imlac) capable de dépasser l'intelligence humaine dans tous les domaines, et sa créatrice, Alice Moreau. Il interroge : « Imlac doit-il être traité comme une chose dont nous sommes propriétaires, comme une personne morale assujettie (esclave), ou comme une personne morale libre (bien que non humaine) ? ». L'émotion y est décrite comme la marque spécifiquement humaine, qui peut être singée par des IA « émomimétiques », mais non connectée à un corps, ce qui augmenterait le « flou » de la connaissance engendrée. « Sans émotions, pas de raisons à la raison. » L'auteur fait de l'« intelligence connective », ou « Inex », la clé pour composer avec la machine sans se départir de notre humanité. Voir Le Monde est flou. L'avenir des intelligences (Plon, 2021)[source insuffisante].